# Leptotes plinius
Leptotes plinius is een vlinder uit de familie van de Lycaenidae.

## Kenmerken
De soort heeft een spanwijdte van ongeveer 22 tot 30 millimeter. Het mannetje is bruin met wat blauwe bestuiving en een paarse gloed. Het vrouwtje is bruin met witte of blauwe vlekken. De onderkant van de vleugels is afwisselend bruin en wit gestreept. Naar deze zebratekening verwijst de Engelse naam "Zebra Blue". Aan de achtervleugel bevindt zich een staartje. Bij dat staartje staan aan de rand van de achtervleugel twee oogvlekken.

## Verspreiding
De soort komt voor in het Oriëntaals en het Australaziatisch gebied.

## Leefwijze
De waardplanten voor deze soort komen vooral uit de familie van de strandkruidfamilie (Plumbaginaceae), maar ook soorten uit de vlinderbloemenfamilie (Fabaceae) worden gebruikt.

## Ondersoorten
- Leptotes plinius plinius
- Leptotes plinius hyrcanus (Felder, 1860)
- Leptotes plinius juvenal (Fruhstorfer, 1922)
- Leptotes plinius leopardus (Schultze, 1910)
- Leptotes plinius lybas (Godart, 1824)
- Leptotes plinius manusi (Rothschild, 1915)
- Leptotes plinius pseudocassius (Murray, 1873)

## Afbeeldingen

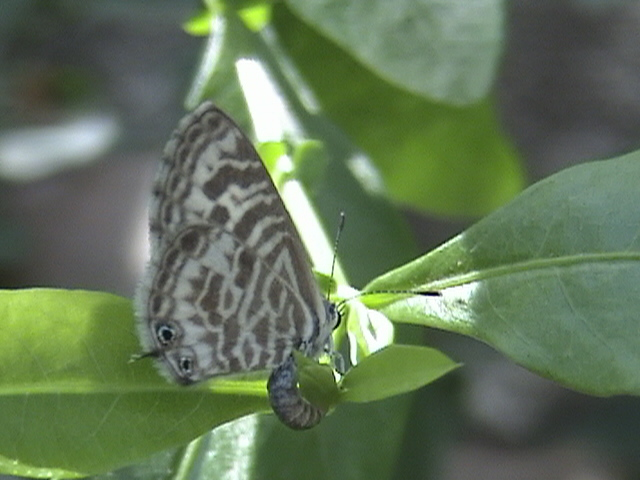
Onderzijde vleugels
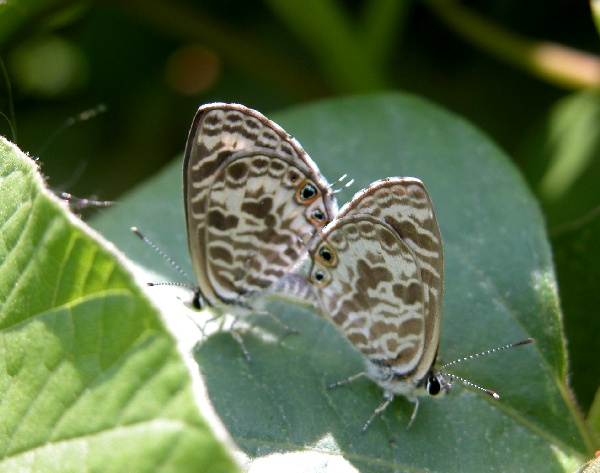
Paring
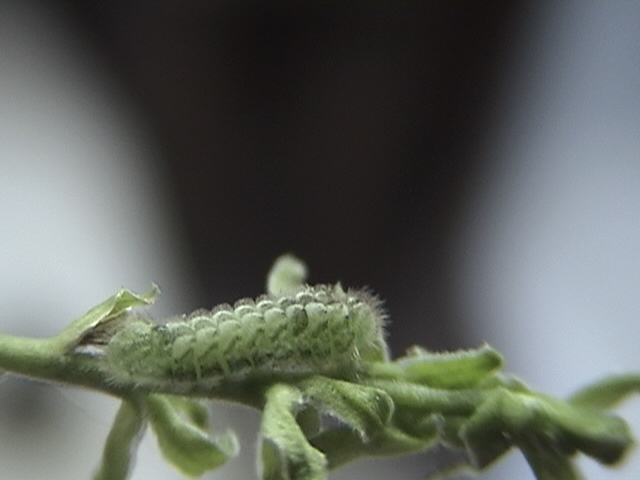
Rups in laatste stadium
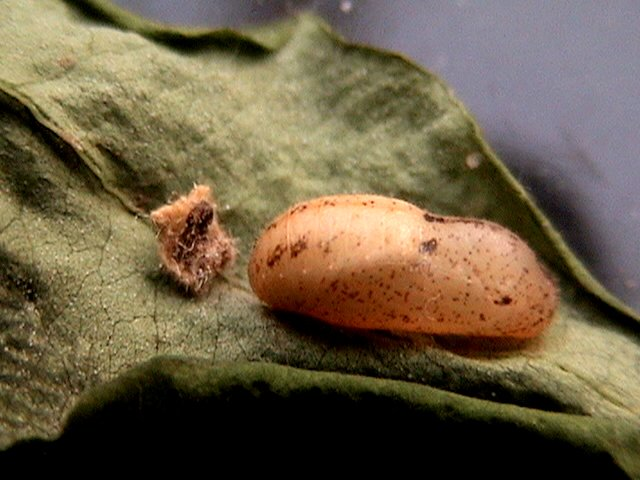
Pop